# San Isidro (Catamarca)
San Isidro o Villa San Isidro es la ciudad cabecera del departamento Valle Viejo, en el este de la provincia argentina de Catamarca. Forma parte del municipio de Valle Viejo.

## Geografía

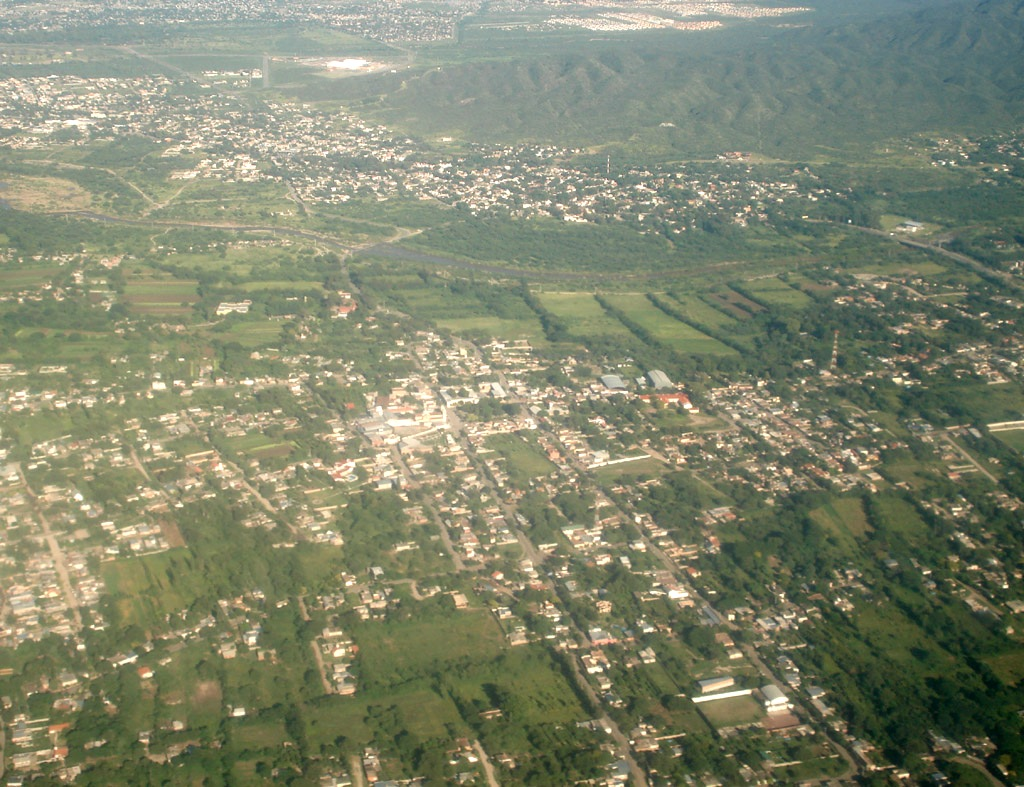
Vista aérea de San Isidro.

### Población
Forma parte del componente San Isidro del Gran San Fernando del Valle de Catamarca. Cuenta con 4569 habitantes (Indec, 2001), mientras que en su aglomerado urbano perteneciente a las demás ciudades del departamento la población asciende a 25,674 habitantes (Indec, 2010)
La siguiente gráfica muestra el crecimiento poblacional del departamento Valle Viejo y no la de la ciudad de San Isidro.
| Gráfica de evolución demográfica de San Isidro entre 1960 y 2010 |
|                                                                  |
| Fuente: Censos nacionales del INDEC                              |

### Clima
El clima de la zona es continental atmosféricamente muy seco aunque morigerado por humedad (en su mayoría producto de los deshielos montanos), lo que le da un ameno clima mesotérmico (templado), con amplitudes térmicas estacionales y día/noche. En verano la temperatura promedio mínima es de 19 °C y la promedio máxima es de 33 °C (como se observa la altitud reduce las temperaturas pese a la latitud), en invierno la temperatura promedio mínima es de 2 °C y la máxima de 21 °C. Las lluvias son escasas y se dan principalmente en otoño y primavera.

## Prehistoria
El territorio valleviejense ha sido poblado desde al menos 8.000 años; hace 1 milenio se produjo una sedentarización de poblaciones en torno de un modo de producción agropastoril (cultivo de papa, maíz, quinoa, poroto, zapallo), caza y luego pastoricia de auquénidos complementada por la recolección de los frutos del algarrobo criollo (Prosopis alba y Prosopis nigra). La sedentarización evolucionó en la constitución de civilizaciones protourbanas ( establecimiento de poblados con edificios en zonas donde se podía efectuar un mejor control del riego o del recurso hídrico o, en su defecto, en las zonas más propicias para la defensa).

## Economía
Durante la mayor parte del siglo XX la base de la es la agricultura, y en especial la vitivinicultura, aunque, tal como se ha indicado, desde inicios de siglo XXI va tomando importancia el turismo.

## Turismo
Valle Viejo y su entorno son una zona turística por excelencia: poseen fuertes atractivos turísticos, sus antiguos edificios, sus paisajes de elevadas montañas y zonas vírgenes, los mismos accesos al oasis que se deben realizar por montañas que ofrecen hermosos panoramas y miradores.

### Festivales
- Festival "Valle Viejo, Doma y Folklore", en diciembre. Doma.php (enlace roto disponible en Internet Archive; véase el historial, la primera versión y la última).
- Festival del Aguardiente, en febrero.
- Día del Indio Americano, en abril
- Festividad de la Virgen de la Merced, en octubre.

### El Portezuelo - Valle Viejo
La cuesta del Portezuelo se sube zigzagueando por 20 km hasta los 1680 m s. n. m. En los miradores se aprecia el valle central y el famoso “paisaje de Catamarca con mil distintos tonos de verde”. Y se puede practicar aladeltismo y bajar en parapentes.

## Parroquias de la Iglesia católica en San Isidro
| Diócesis  | Catamarca           |
| --------- | ------------------- |
| Parroquia | San Isidro Labrador |